# Ukrajinská fotografická společnost
Ukrajinská fotografická společnost, Svaz ukrajinských amatérských fotografů západní Ukrajiny, byl založený ve Lvově, aby spojil ukrajinské fotografy a propagoval umění a techniku fotografie mezi ukrajinským obyvatelstvem. Existoval v letech 1930 až 1939. Někdy se používají zkrácené názvy společnosti: UFT, UFOTO a podobně.

## Založení Ukrajinské fotografické společnosti
Zakládající schůze Ukrajinské fotografické společnosti se konala 9. listopadu 1930 v prostorách Lidového hotelu ve Lvově. Hlavními iniciátory UFOTO byli profesor Oleksa Balytskyj a lékař Dr. Stěpan Dmochovskyj.

## Činnosti společnosti

### Výstavy Společnosti

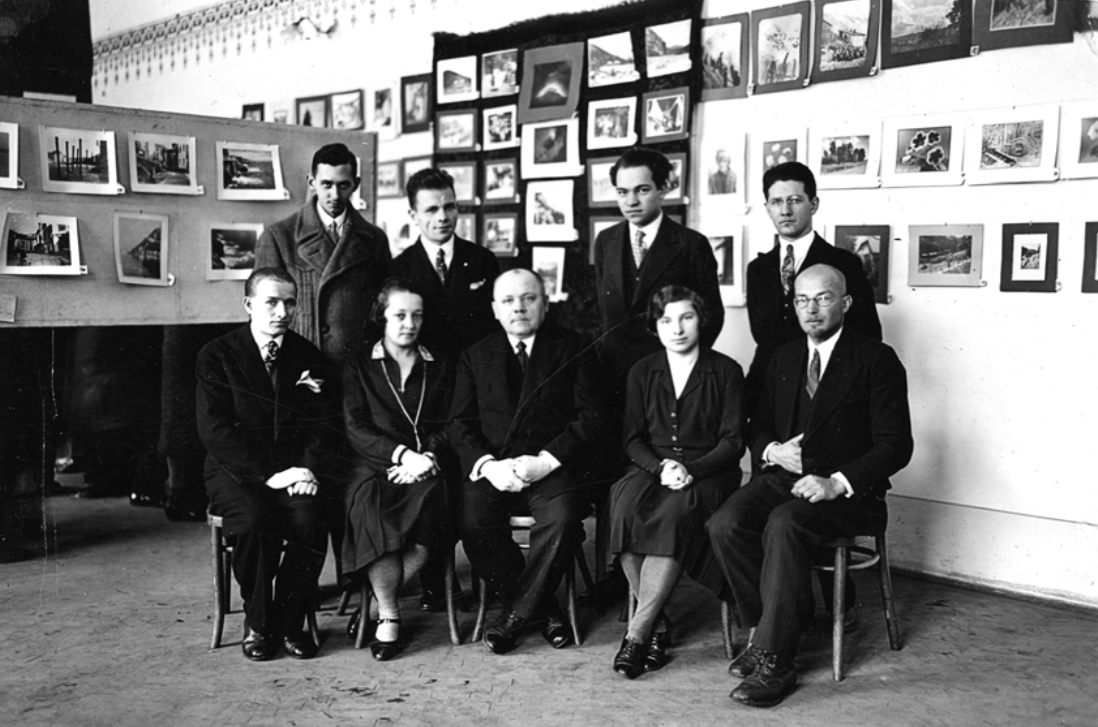
Výbor 1. výstavy UFOTO z roku 1930; sedící (zleva doprava): Jaroslav Savka, Mečyslava Ganicka, Stěpan Dmochovskyj, Jaroslav Prociv, Oleksa Balickij; stojící: Julian-Jurij Omeljanovyč Doroš, NN..., Danylo Figol, B. Skretovyč

- 7. prosince 1930 byla zahájena 1. výstava Ukrajinské amatérské fotografie. Organizátor výstavy – Ukrajinská fotografická společnost. Na výstavě bylo 273 fotografií od 34 autorů, z toho 5 profesionálních fotografů a 29 amatérů. K výstavě byl vydán „Katalog první výstavy ukrajinské amatérské fotografie“.
- 1931 – byla založena společnost ve městě Ternopil (iniciátor – učitel tělocvičné společnosti „Rodná škola“ Roman Nikolaevič).[1]
- V prosinci 1931 se konala 2. výstava ukrajinské fotografie, kde bylo představeno 184 fotografií od 30 autorů. Katalog byl také vydán.
- V listopadu 1932 uspořádala společnost UFOTO výstavu „Lvov na fotografii“, kde bylo představeno 365 fotografií od 22 autorů.
- 1933 – 1934. Nejsou k dispozici žádné údaje o IV. výstavě ukrajinské fotografie.
- Květen 1934 – V. výstava ukrajinské fotografie, 53 autorů.
- 3. listopadu 1935 – výstava „Naše vlast na fotografii“. Organizátoři – UFOTO a společnost pro cestovní ruch a místní historii. Výstava se konala v Přírodovědeckém muzeu Vědecké společnosti T. Ševčenka. Fotografie byly poprvé vystaveny ve třech sekcích: Umělecká místní tradice, Dokumentární fotografie a Fotografie začátečníků. Prezentováno bylo více než 450 fotografií od 67 autorů.
- 18. dubna 1937 v Přírodovědeckém muzeu Vědecké společnosti T. Ševčenka hostil VII. výstavu Ukrajinské umělecké fotogtrafie, 157 fotografií od 35 autorů.
- 4. dubna 1938 v Přírodovědeckém muzeu Vědecké společnosti. T. Ševčenka hostil VIII. výstavu Ukrajinské umělecké fotogtrafie, 110 fotografií od 34 autorů.
- 1939. Deváté představení naplánované na listopad se nekonalo, protože 1. září začala druhá světová válka.

## Členové společnosti v letech 1930–1939
- Danylo Figol
- Julian Doroš
- Oleksa Balyckyj, profesor
- Stepan Dmochovskyj, doktor
- Stepan Ščurat
- Volodymyr Holjan
- Ivan Klišč
- Bohdan Skrentovyč
- Mečyslava Ganicka[2], profesorka
- Jaroslava (Jarka) Prociv
- Oleksandr Moch
- Jaroslav Savka
- Lonhin Storožuk
- Stavnyčyj M., fotoreporter
- Volodymyr Tarnavskyj
- Roman Masljak
- Jaroslav Ivan Masljak
- Roman Myrovyč
- Durdello Jevhen
- Sovjakovskyj Roman
- Jevhen Vasylovyč Chraplyvyj
- Volodymyr Savyckyj
- Volodymyr Kmetyk
- Jevhen Čajkovskyj